# 메도 레인
메도 레인(Meadow Lane)은 1910년 개장한 잉글랜드 노팅엄의 축구 경기장으로 수용 인원은 19.588명이다. 잉글랜드 프로 축구 팀 노츠 카운티가 이 경기장을 1910년부터 지금까지 홈구장으로 사용하고 있다. 최다 관중 기록은 1955년 3월 12일 집계된 기록 47,310명이다. 당시의 경기는 노츠 카운티와 요크 시티의 잉글랜드 FA컵 6라운드 경기였고, 노츠 카운티는 요크 시티에게 0-1로 패배하였다. 